# 德雷克斯克里克 (阿肯色州)
德雷克斯克里克（英語：Drakes Creek）是位於美國阿肯色州麥迪遜縣的一個非建制地區。該地的面積和人口皆未知。

## 地理
德雷克斯克里克的座標為36°01′14″N 93°51′03″W / 36.02056°N 93.85083°W，而該地的平均海拔高度為391米（即1283英尺）。